# BCS상

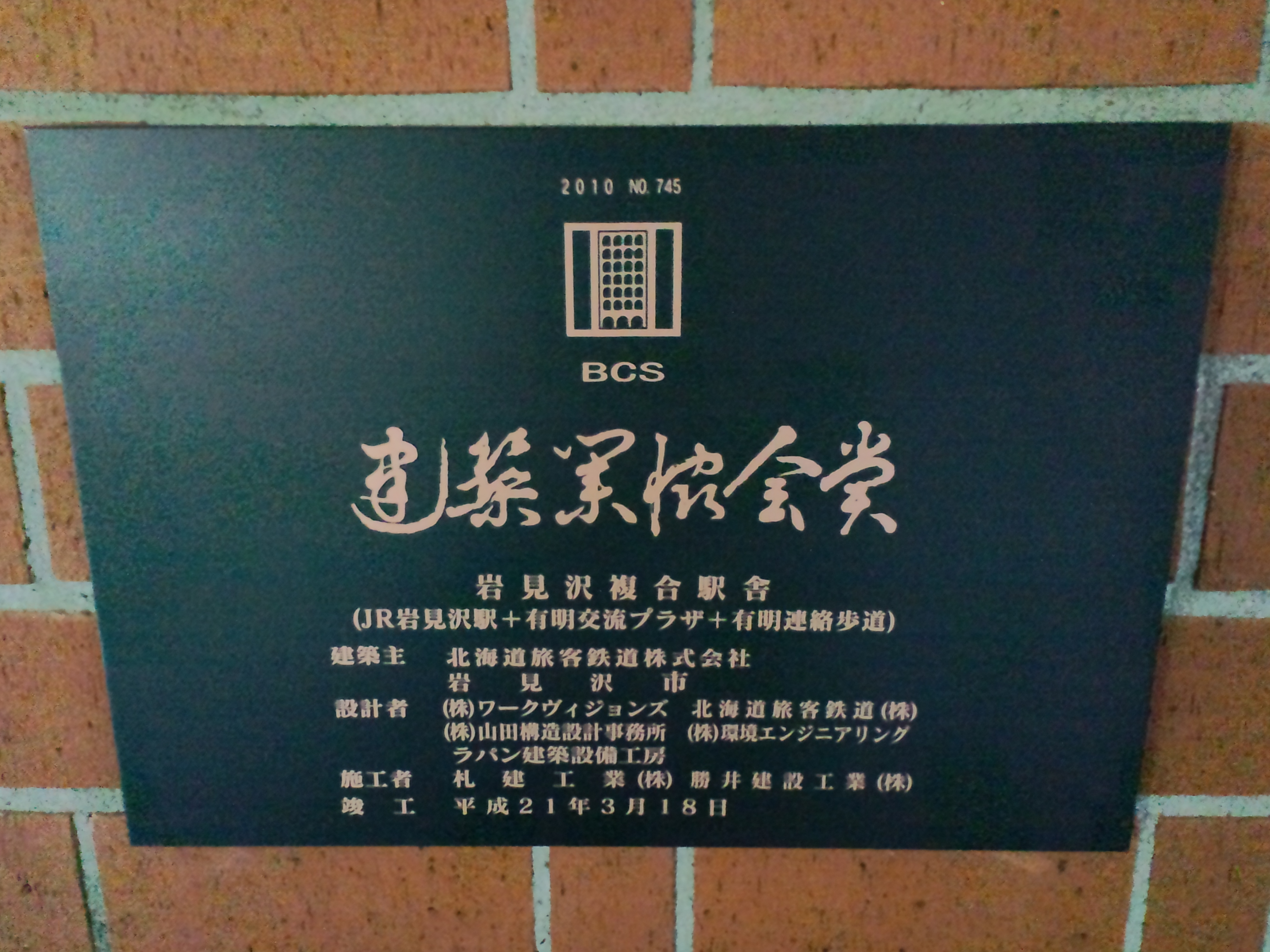

BCS상(BCS賞)은 일본 사단법인 건축업협회에서 우수한 건축물에게 주는 상이다. BCS는 Building Contractors Society의 줄임말이다.

## 개요
1960년에 건축업협회의 초대 회장에 의해 설립되었으며, 우수한 건축물을 건축하기 위해선, 디자인뿐만 아니라 시공자의 시공 기술도 중요하다고 생각되어서 만든 상이다.
일본에서 지어진 1년을 경과한 건물만을 선발 대상으로 삼으며, 학자, 계약자 등으로 구성된 심사 위원이 수상작을 선정한다. 매년 10 ~ 20 건이 선정되었으며, 총 801개에 이른다.